# Liste der Baudenkmale in Holle
In der Liste der Baudenkmale in Holle sind alle Baudenkmale der niedersächsischen Gemeinde Holle aufgelistet. Die Quelle der Baudenkmale ist der Denkmalatlas Niedersachsen. Der Stand der Liste ist der 6. August 2020.

## Allgemein
In den Spalten befinden sich folgende Informationen:
- Lage: die Adresse des Baudenkmales und die geographischen Koordinaten. Kartenansicht, um Koordinaten zu setzen. In der Kartenansicht sind Baudenkmale ohne Koordinaten mit einem roten Marker dargestellt und können in der Karte gesetzt werden. Baudenkmale ohne Bild sind mit einem blauen Marker gekennzeichnet, Baudenkmale mit Bild mit einem grünen Marker.
- Bezeichnung: Bezeichnung des Baudenkmales
- Beschreibung: die Beschreibung des Baudenkmales. Unter § 3 Abs. 2 NDSchG werden Einzeldenkmale und unter § 3 Abs. 3 NDSchG Gruppen baulicher Anlagen und deren Bestandteile ausgewiesen.
- ID: die Objekt-ID des Baudenkmales
- Bild: ein Bild des Baudenkmales, ggf. zusätzlich mit einem Link zu weiteren Fotos des Baudenkmals im Medienarchiv Wikimedia Commons. Wenn man auf das Kamerasymbol klickt, können Fotos zu Baudenkmalen aus dieser Liste hochgeladen werden:

## Derneburg

### Gruppe: Schloß Derneburg, ehemalige Klosteranlage
Die Gruppe „Schloß Derneburg, ehemalige Klosteranlage“ hat die ID 34457497.

| Lage                                       | Bezeichnung        | Beschreibung                             | ID       | Bild           |
| ------------------------------------------ | ------------------ | ---------------------------------------- | -------- | -------------- |
| Schloßstraße 52° 5′ 44″ N, 10° 7′ 55″ O    | Kirche             |                                          | 34516262 | BW             |
| Schloßstraße 52° 5′ 45″ N, 10° 7′ 56″ O    | Schlafhaus         |                                          | 34516311 | BW             |
| Schloßstraße 52° 5′ 45″ N, 10° 7′ 57″ O    | Kreuzgang          |                                          | 34517616 | BW             |
| Schloßstraße 52° 5′ 46″ N, 10° 7′ 58″ O    | Wirtschaftsgebäude |                                          | 34515979 | BW             |
| Schloßstraße 52° 5′ 46″ N, 10° 8′ 1″ O     | Brauerei           |                                          | 34516407 | BW             |
| Schloßstraße 52° 5′ 45″ N, 10° 8′ 1″ O     | Wirtschaftsgebäude |                                          | 34515955 | BW             |
| Schloßstraße 52° 5′ 45″ N, 10° 8′ 2″ O     | Schweinestall      |                                          | 34516384 | BW             |
| Schloßstraße 52° 5′ 44″ N, 10° 8′ 2″ O     | Schafstall         |                                          | 34516361 | BW             |
| Schloßstraße 52° 5′ 44″ N, 10° 8′ 3″ O     | Speicher/Scheune   |                                          | 34516430 | BW             |
| Schloßstraße 52° 5′ 42″ N, 10° 7′ 59″ O    | Stall              |                                          | 34516003 | BW             |
| Schloßstraße 52° 5′ 42″ N, 10° 8′ 1″ O     | Stall              |                                          | 42078160 | BW             |
| Schloßstraße 52° 5′ 42″ N, 10° 8′ 3″ O     | Wohnhaus/Werkstatt |                                          | 34516453 | BW             |
| Schloßstraße 52° 5′ 43″ N, 10° 8′ 2″ O     | Wohnhaus           |                                          | 34515931 | BW             |
| Schloßstraße 52° 5′ 42″ N, 10° 8′ 6″ O     | Remisen            |                                          | 34516478 | BW             |
| Schloßstraße 52° 5′ 42″ N, 10° 8′ 5″ O     | Remise/Stall       |                                          | 42078188 | BW             |
| Schloßstraße 21 52° 5′ 40″ N, 10° 7′ 58″ O | Zufahrt            |                                          | 34517098 | BW             |
| Schloßstraße 16 52° 5′ 42″ N, 10° 7′ 56″ O | Gärtnerei          |                                          | 34515907 | BW             |
| Schloßstraße 16 52° 5′ 41″ N, 10° 7′ 55″ O | Wohnhaus           |                                          | 34516549 | BW             |
| Schloßstraße 52° 5′ 37″ N, 10° 7′ 54″ O    | Einfriedung        |                                          | 42076930 | BW             |
| Schloßstraße 21 52° 5′ 38″ N, 10° 7′ 59″ O | Kutscherhaus       |                                          | 34516574 |                |
| Am Hagen 52° 5′ 36″ N, 10° 8′ 12″ O        | Mauer              |                                          | 34516190 | BW             |
| Schloßstraße 52° 5′ 38″ N, 10° 8′ 7″ O     | Park               |                                          | 34516501 | BW             |
| Schloßstraße 52° 5′ 48″ N, 10° 8′ 10″ O    | Allee              |                                          | 34516525 | BW             |
| Schloßstraße 52° 5′ 43″ N, 10° 8′ 11″ O    | Teich              |                                          | 34517150 | BW             |
| Schloßstraße 24 52° 5′ 48″ N, 10° 8′ 1″ O  | Teiche             |                                          | 34517126 | BW             |
| Schloßstraße 24 52° 5′ 46″ N, 10° 8′ 1″ O  | Mühlengraben       |                                          | 34516649 | BW             |
| Schloßstraße 24 52° 5′ 47″ N, 10° 8′ 0″ O  | Wassermühle        |                                          | 34516602 | BW             |
| Schloßstraße 24 52° 5′ 47″ N, 10° 7′ 59″ O | Wohnhaus           |                                          | 34516625 | BW             |
| Schloßstraße 52° 5′ 44″ N, 10° 7′ 39″ O    | Park               | sogenannter „Äußerer Park“ Schloss Holle | 44429800 | BW             |
| Schloßstraße 52° 5′ 40″ N, 10° 7′ 31″ O    | Mausoleum          |                                          | 34517881 | Weitere Bilder |
| Schloßstraße 52° 5′ 41″ N, 10° 7′ 31″ O    | Friedhof           |                                          | 41803703 | BW             |
| Schloßstraße 52° 5′ 37″ N, 10° 7′ 40″ O    | Teehaus            |                                          | 34517902 | BW             |
| Schloßstraße 52° 5′ 34″ N, 10° 7′ 38″ O    | Allee              |                                          | 34519130 | BW             |
| Schloßstraße 27 52° 5′ 50″ N, 10° 7′ 35″ O | Wohnhaus           |                                          | 34516672 | BW             |
| Schloßstraße 27 52° 5′ 50″ N, 10° 7′ 34″ O | Nebengebäude       |                                          | 34516695 | BW             |
| Schloßstraße 27 52° 5′ 50″ N, 10° 7′ 33″ O | Sandsteinpfeiler   |                                          | 42073873 | BW             |
| Schloßstraße 26 52° 5′ 48″ N, 10° 7′ 58″ O | Wasserkraftanlage  |                                          | 34517843 | BW             |

### Gruppe: Vorwerk Astenbeck, ehemaliges Schwarzes Land
Die Gruppe „Vorwerk Astenbeck, ehemaliges Schwarzes Land“ hat die ID 34457483.

| Lage                                        | Bezeichnung          | Beschreibung | ID       | Bild |
| ------------------------------------------- | -------------------- | ------------ | -------- | ---- |
| Astenbeck 39 52° 6′ 16″ N, 10° 7′ 15″ O     | Brennerei            |              | 34517549 | BW   |
| Astenbeck 38 52° 6′ 16″ N, 10° 7′ 16″ O     | Pferdestall          |              | 42087372 | BW   |
| Astenbeck 39 52° 6′ 15″ N, 10° 7′ 17″ O     | Schmiede             |              | 42087344 | BW   |
| Astenbeck 39 52° 6′ 12″ N, 10° 7′ 12″ O     | Teiche               |              | 34517221 | BW   |
| Astenbeck 39 52° 6′ 14″ N, 10° 7′ 17″ O     | Baumbestand          |              | 34517198 | BW   |
| Astenbeck 39 52° 6′ 15″ N, 10° 7′ 18″ O     | Stall                |              | 42087318 | BW   |
| Astenbeck 39 52° 6′ 16″ N, 10° 7′ 20″ O     | Schafstall           |              | 34517571 | BW   |
| Astenbeck 39 52° 6′ 16″ N, 10° 7′ 20″ O     | Scheune              |              | 42087286 | BW   |
| Astenbeck 39 52° 6′ 16″ N, 10° 7′ 18″ O     | Taubenhaus           |              | 42087509 | BW   |
| Astenbeck 42/42a 52° 6′ 19″ N, 10° 7′ 22″ O | Gaststätte           |              | 34516075 | BW   |
| Astenbeck 42/42a 52° 6′ 19″ N, 10° 7′ 23″ O | Wohnhaus             |              | 34516099 | BW   |
| Astenbeck 44 52° 6′ 18″ N, 10° 7′ 28″ O     | Wohnhaus             |              | 34516051 | BW   |
| Astenbeck 45 52° 6′ 20″ N, 10° 7′ 29″ O     | Landarbeiterwohnhaus |              | 34516122 | BW   |
| Astenbeck 46/46a 52° 6′ 22″ N, 10° 7′ 27″ O | Doppelwohnhaus       |              | 34516144 | BW   |

### Einzelbaudenkmale
| Lage                                                          | Bezeichnung     | Beschreibung | ID       | Bild |
| ------------------------------------------------------------- | --------------- | ------------ | -------- | ---- |
| Bahnhofstraße 41 52° 5′ 49″ N, 10° 8′ 38″ O                   | Empfangsgebäude |              | 34517860 | BW   |
| Der Ortberg 52° 6′ 42″ N, 10° 7′ 30″ O                        | Aussichtsturm   |              | 34517823 | BW   |
| Bundesstr. 6, km 14.400, Wettekamp 52° 6′ 17″ N, 10° 7′ 37″ O | Bildstock       |              | 34517797 | BW   |

## Grasdorf

### Gruppe: Schule, ehemalige, Kirche, Pfarrhaus, Am Damm
Die Gruppe „Schule, ehemalige, Kirche, Pfarrhaus, Am Damm“ hat die ID 34457511.

| Lage                                              | Bezeichnung | Beschreibung | ID       | Bild |
| ------------------------------------------------- | ----------- | ------------ | -------- | ---- |
| Hildesheimer Straße 52° 6′ 27″ N, 10° 9′ 34″ O    | Kirche      |              | 34516740 | BW   |
| Hildesheimer Straße 37 52° 6′ 27″ N, 10° 9′ 35″ O | Pfarrhaus   |              | 34516874 | BW   |
| Am Damm 22 52° 6′ 28″ N, 10° 9′ 32″ O             | Schule      |              | 34516718 | BW   |

### Gruppe: Kath. Filialkirche, Hildesheimer Str.
Die Gruppe „Kath. Filialkirche, Hildesheimer Str.“ hat die ID 34457525.

| Lage                                              | Bezeichnung  | Beschreibung | ID       | Bild           |
| ------------------------------------------------- | ------------ | ------------ | -------- | -------------- |
| Hildesheimer Straße 10 52° 6′ 26″ N, 10° 9′ 49″ O | Kirche       |              | 34516763 | Weitere Bilder |
| Hildesheimer Straße 10 52° 6′ 26″ N, 10° 9′ 46″ O | Pfarrscheune |              | 34516808 |                |
| Hildesheimer Straße 10 52° 6′ 26″ N, 10° 9′ 47″ O | Pfarrhaus    |              | 34516786 |                |

### Gruppe: Hofanlage, Hildesheimer Str. 26, Turmstraße 4, 6
Die Gruppe „Hofanlage, Hildesheimer Str. 26, Turmstraße 4, 6“ hat die ID 34457539.

| Lage                                              | Bezeichnung     | Beschreibung | ID       | Bild |
| ------------------------------------------------- | --------------- | ------------ | -------- | ---- |
| Hildesheimer Straße 26 52° 6′ 26″ N, 10° 9′ 35″ O | Scheune         |              | 34517395 | BW   |
| Hildesheimer Straße 26 52° 6′ 25″ N, 10° 9′ 37″ O | Wohnhaus        |              | 34517330 | BW   |
| Hildesheimer Straße 26 52° 6′ 25″ N, 10° 9′ 35″ O | Wirtschaftsteil |              | 34517265 | BW   |
| Turmstraße 6 52° 6′ 23″ N, 10° 9′ 35″ O           | Scheune         |              | 34517309 | BW   |
| Turmstraße 6 52° 6′ 23″ N, 10° 9′ 34″ O           | Wohnhaus        |              | 34517244 | BW   |

### Einzelbaudenkmale
| Lage                                                       | Bezeichnung              | Beschreibung                   | ID       | Bild |
| ---------------------------------------------------------- | ------------------------ | ------------------------------ | -------- | ---- |
| Hildesheimer Straße 49 52° 6′ 24″ N, 10° 9′ 27″ O          | Wohn-/Wirtschaftsgebäude |                                | 34517943 | BW   |
| Hildesheimer Straße 24 52° 6′ 25″ N, 10° 9′ 38″ O          | Wohnhaus                 |                                | 34519059 | BW   |
| L 493, km 13,42 52° 6′ 15″ N, 10° 10′ 0″ O                 | Brücke                   | Straßenbrücke über WL Innerste | 34517983 | BW   |
| Westl.d. L 493, südl.d.Ortslage 52° 6′ 14″ N, 10° 9′ 55″ O | Wehranlage               |                                | 34518010 | BW   |

## Heersum

### Gruppe: Evangelische Kirche, ehemalige Schule, Mittelstraße
Die Gruppe „Evangelische Kirche, ehemalige Schule, Mittelstraße“ hat die ID 34457567.

| Lage                                       | Bezeichnung    | Beschreibung | ID       | Bild |
| ------------------------------------------ | -------------- | ------------ | -------- | ---- |
| 52° 6′ 25″ N, 10° 6′ 22″ O                 | Kirche         |              | 34516962 | BW   |
| Mittelstraße 15 52° 6′ 24″ N, 10° 6′ 22″ O | Schule         |              | 34517008 | BW   |
| Mittelstraße 15 52° 6′ 24″ N, 10° 6′ 24″ O | Nebengebäude   |              | 34517030 | BW   |
| Mittelstraße 52° 6′ 26″ N, 10° 6′ 22″ O    | Kriegerdenkmal | 1914/1918    | 34516985 | BW   |

### Einzelbaudenkmale
| Lage                                       | Bezeichnung    | Beschreibung | ID       | Bild |
| ------------------------------------------ | -------------- | ------------ | -------- | ---- |
| Mittelstraße 13 52° 6′ 24″ N, 10° 6′ 21″ O | Kriegerdenkmal | 1870/1871    | 4518092  | BW   |
| Mittelstraße 7 52° 6′ 24″ N, 10° 6′ 17″ O  | Scheune        |              | 34519106 | BW   |
| Mittelstraße 15 52° 6′ 25″ N, 10° 6′ 20″ O | Pfarrhaus      |              | 34518113 | BW   |

## Hackenstedt

### Gruppe: Evangelische Kirche, Pfarrhaus, Kirchstraße
Die Gruppe „Evangelische Kirche, Pfarrhaus, Kirchstraße“ hat die ID 34457553.

| Lage                                     | Bezeichnung | Beschreibung | ID       | Bild           |
| ---------------------------------------- | ----------- | ------------ | -------- | -------------- |
| Kirchstraße 52° 4′ 33″ N, 10° 6′ 24″ O   | Kirche      |              | 34516917 | Weitere Bilder |
| Kirchstraße 1 52° 4′ 34″ N, 10° 6′ 21″ O | Pfarrhaus   |              | 34516940 | BW             |

### Einzelbaudenkmale
| Lage                                        | Bezeichnung              | Beschreibung | ID       | Bild |
| ------------------------------------------- | ------------------------ | ------------ | -------- | ---- |
| Rotdornstraße 34 52° 4′ 27″ N, 10° 6′ 8″ O  | Dorfschmiede             |              | 34518072 | BW   |
| Breite Straße 14 52° 4′ 27″ N, 10° 6′ 18″ O | Wohn-/Wirtschaftsgebäude |              | 34518031 | BW   |

## Henneckenrode

### Gruppe: Schloss- und Gutsanlage mit Park und Dorf
Die Gruppe „Schloss- und Gutsanlage mit Park und Dorf“ hat die ID 34457609.

| Lage                                                 | Bezeichnung              | Beschreibung                                    | ID       | Bild           |
| ---------------------------------------------------- | ------------------------ | ----------------------------------------------- | -------- | -------------- |
| Henneckenroder Straße 1 52° 3′ 33″ N, 10° 7′ 42″ O   | Kapelle                  | Die Kapelle gehört zum Rittergut Henneckenrode. | 34514472 | Weitere Bilder |
| 52° 3′ 32″ N, 10° 7′ 43″ O                           | Einfriedung              |                                                 | 34514541 | BW             |
| Henneckenroder Straße 1 52° 3′ 32″ N, 10° 7′ 45″ O   | Schloss                  |                                                 | 34514450 | Weitere Bilder |
| Henneckenroder Straße 1 52° 3′ 32″ N, 10° 7′ 51″ O   | Mühlenteich              |                                                 | 34514587 |                |
| Henneckenroder Straße 1 52° 3′ 30″ N, 10° 7′ 46″ O   | Landschaftspark          |                                                 | 46497240 | BW             |
| Henneckenroder Straße 1 52° 3′ 31″ N, 10° 7′ 43″ O   | Verwalterhaus            |                                                 | 34514495 | BW             |
| Henneckenroder Straße 1 52° 3′ 32″ N, 10° 7′ 40″ O   | Wirtschaftsgebäude       |                                                 | 34514518 | BW             |
| Henneckenroder Straße 1 52° 3′ 34″ N, 10° 7′ 36″ O   | Einfriedung              |                                                 | 34514564 | BW             |
| Henneckenroder Straße 11 52° 3′ 31″ N, 10° 7′ 38″ O  | Wohnhaus                 |                                                 | 34514742 | BW             |
| Lappenberg 8 52° 3′ 31″ N, 10° 7′ 37″ O              | Wohnhaus                 |                                                 | 4514808  | BW             |
| Lappenberg 14 52° 3′ 32″ N, 10° 7′ 37″ O             | Wohnhaus                 |                                                 | 34514764 | BW             |
| Lappenberg 14 52° 3′ 31″ N, 10° 7′ 37″ O             | Nebengebäude             |                                                 | 34514786 | BW             |
| Henneckenroder Straße 2 a 52° 3′ 33″ N, 10° 7′ 35″ O | Wohnhaus                 |                                                 | 34514632 | BW             |
| Henneckenroder Straße 2 b 52° 3′ 33″ N, 10° 7′ 35″ O | Wohnhaus                 |                                                 | 34514654 | BW             |
| Henneckenroder Straße 2 c 52° 3′ 34″ N, 10° 7′ 35″ O | Wohnhaus                 |                                                 | 34514676 | BW             |
| Henneckenroder Straße 3 52° 3′ 35″ N, 10° 7′ 35″ O   | Backhaus                 |                                                 | 34514698 | BW             |
| Henneckenroder Straße 4 52° 3′ 36″ N, 10° 7′ 34″ O   | Wohn-/Wirtschaftsgebäude |                                                 | 34514720 | BW             |

### Gruppe: Wassermühle Henneckenrode
Die Gruppe „Wassermühle Henneckenrode“ hat die ID 39855331.

| Lage                                                  | Bezeichnung  | Beschreibung | ID       | Bild |
| ----------------------------------------------------- | ------------ | --- | -------- | ---- |
| Henneckenroder Straße 12 A 52° 3′ 25″ N, 10° 7′ 47″ O | Wassermühle  | | 34518133 | BW   |
| Henneckenroder Straße 12 A 52° 3′ 25″ N, 10° 7′ 46″ O | Nebengebäude | Es ist eine ehemalige Zementfabrik.                                                                             | 34518154 | BW   |
| L 497 52° 3′ 20″ N, 10° 7′ 48″ O                      | Wehr         | Das Wehr befindet sich bereits auf dem Gemeindegebiet der Stadt Bockenem. Das Wehr sperrt den Wasserlauf Nette. | 39856995 | BW   |

### Einzelbaudenkmale
| Lage                                  | Bezeichnung | Beschreibung | ID       | Bild |
| ------------------------------------- | ----------- | ------------ | -------- | ---- |
| Waldstraße 52° 3′ 32″ N, 10° 7′ 17″ O | Grotte      |              | 34518194 | BW   |
| Waldstraße 52° 3′ 32″ N, 10° 7′ 6″ O  | Bildstock   |              | 34518174 | BW   |

## Holle

### Gruppe: Küsterhaus, ehemalige Schule, Pfarrhaus, Kirchplatz
Die Gruppe „Küsterhaus, ehemalige Schule, Pfarrhaus, Kirchplatz“ hat die ID 34457469.

| Lage                                    | Bezeichnung    | Beschreibung | ID       | Bild |
| --------------------------------------- | -------------- | --- | -------- | ---- |
| Kirchplatz 4 52° 5′ 17″ N, 10° 9′ 21″ O | Kirche         | Die evangelische Kirche St. Martin stammt im Ursprung wohl aus dem 12. Jahrhundert. Die Kirche wurde im Stil des Barocks umgebaut. Es ist ein verputzter Saalbau mit einem Westturm mit Welscher Haube. Im Inneren befindet sich ein Kanzelaltar, dieser wurde von 1691 bis 1694 erstellt. Die Kanzel im Stil der Renaissance wurde 1768 eingebaut. Weiter befinden sich zwei Grabplatten aus Sandstein in der Kirche. | 34515048 | BW   |
| Kirchplatz 2 52° 5′ 17″ N, 10° 9′ 21″ O | Schule         | | 34515004 | BW   |
| Kirchplatz 1 52° 5′ 17″ N, 10° 9′ 23″ O | Küsterhaus     | | 34514982 | BW   |
| Kirchplatz 3 52° 5′ 16″ N, 10° 9′ 22″ O | Pfarrhaus      | | 34515026 | BW   |
| Kirchplatz 4 52° 5′ 16″ N, 10° 9′ 20″ O | Kriegerdenkmal | 1914/1918 | 34515071 | BW   |

### Gruppe: Bertholdstraße 5
Die Gruppe „Bertholdstraße 5“ hat die ID 34457793.

| Lage                                        | Bezeichnung    | Beschreibung | ID       | Bild |
| ------------------------------------------- | -------------- | ------------ | -------- | ---- |
| Bertholdstraße 14 52° 5′ 9″ N, 10° 9′ 32″ O | Wohnhaus       |              | 34514960 | BW   |
| Bertholdstraße 16 52° 5′ 9″ N, 10° 9′ 32″ O | Wohnhaus       |              | 34515768 | BW   |
| Am Thie 1 52° 5′ 8″ N, 10° 9′ 35″ O         | Rathaus        |              | 34515743 | BW   |
| Marktstraße 8 52° 5′ 10″ N, 10° 9′ 36″ O    | Scheune        |              | 34514861 | BW   |
| Bertholdstraße 5 52° 5′ 10″ N, 10° 9′ 35″ O | Stall          |              | 34514886 | BW   |
| Bertholdstraße 5 52° 5′ 10″ N, 10° 9′ 34″ O | Wohnhaus       |              | 34514830 | BW   |
| Bertholdstraße 5 52° 5′ 10″ N, 10° 9′ 35″ O | Hofpflasterung |              | 34514911 | BW   |
| Bertholdstraße 5 52° 5′ 10″ N, 10° 9′ 34″ O | Einfriedung    |              | 34514934 | BW   |
| Bertholdstraße 5 52° 5′ 10″ N, 10° 9′ 34″ O | Tor            |              | 34515793 | BW   |

### Gruppe: Hofanlage Bertholdstraße 22
Die Gruppe „Hofanlage Bertholdstraße 22“ hat die ID 4819378.

| Lage                                        | Bezeichnung              | Beschreibung | ID       | Bild |
| ------------------------------------------- | ------------------------ | ------------ | -------- | ---- |
| Bertholdstraße 22 52° 5′ 6″ N, 10° 9′ 31″ O | Wohn-/Wirtschaftsgebäude |              | 34518235 | BW   |
| Bertholdstraße 22 52° 5′ 6″ N, 10° 9′ 31″ O | Scheune                  |              | 44819880 | BW   |

### Einzelbaudenkmale
| Lage                                         | Bezeichnung | Beschreibung | ID       | Bild |
| -------------------------------------------- | ----------- | ------------ | -------- | ---- |
| Heerberg 13 52° 5′ 13″ N, 10° 9′ 21″ O       | Wohnhaus    |              | 34518255 | BW   |
| Im Wiesengrunde 14 52° 5′ 5″ N, 10° 9′ 26″ O | Wohnhaus    |              | 34518273 | BW   |
| Im Wiesengrunde 18 52° 5′ 3″ N, 10° 9′ 27″ O | Armenhaus   |              | 34518293 | BW   |

## Luttrum

### Einzelbaudenkmale
| Lage                                                 | Bezeichnung           | Beschreibung | ID       | Bild |
| ---------------------------------------------------- | --------------------- | ------------ | -------- | ---- |
| Annenkirchplatz 52° 7′ 36″ N, 10° 10′ 57″ O          | Kapelle               |              | 34518356 | BW   |
| Annenkirchplatz 1 52° 7′ 36″ N, 10° 10′ 54″ O        | Wohnhaus              |              | 34518377 | BW   |
| Wiethagen 2 52° 7′ 35″ N, 10° 11′ 5″ O               | Wohnhaus              |              | 34518422 | BW   |
| Hillenstraße 2 52° 7′ 35″ N, 10° 10′ 57″ O           | Schule und Küsterhaus |              | 34519080 | BW   |
| Kreisstr. 24, km 2,2 Süd 52° 7′ 36″ N, 10° 11′ 25″ O | Grenzstein            |              | 34518397 | BW   |

## Sillium

### Gruppe: Oberförsterei, ehem.
Die Gruppe „Oberförsterei, ehem.“ hat die ID 34457623.

| Lage                                          | Bezeichnung  | Beschreibung | ID       | Bild |
| --------------------------------------------- | ------------ | ------------ | -------- | ---- |
| Hainbergstraße 14 52° 4′ 10″ N, 10° 10′ 35″ O | Wohnhaus     |              | 34515094 | BW   |
| Hainbergstraße 14 52° 4′ 11″ N, 10° 10′ 35″ O | Einfriedung  |              | 34515140 | BW   |
| Hainbergstraße 14 52° 4′ 10″ N, 10° 10′ 34″ O | Nebengebäude |              | 34515117 | BW   |

### Gruppe: Am Inselteich 1, Landhaus Kolbe
Die Gruppe „Am Inselteich 1, Landhaus Kolbe“ hat die ID 38123962.

| Lage                                       | Bezeichnung              | Beschreibung | ID       | Bild |
| ------------------------------------------ | ------------------------ | ------------ | -------- | ---- |
| Am Inselteich 1 52° 3′ 34″ N, 10° 9′ 50″ O | Wohnhaus                 |              | 38124193 | BW   |
| Am Inselteich 1 52° 3′ 35″ N, 10° 9′ 50″ O | Remisengebäude           |              | 38124263 | BW   |
| Am Inselteich 1 52° 3′ 35″ N, 10° 9′ 48″ O | Wohn-/Wirtschaftsgebäude |              | 38124244 | BW   |
| Am Inselteich 1 52° 3′ 33″ N, 10° 9′ 48″ O | Park                     |              | 38124282 | BW   |

### Gruppe: Burganlage
Die Gruppe „Burganlage“ hat die ID 34457779.

| Lage                                  | Bezeichnung  | Beschreibung | ID       | Bild |
| ------------------------------------- | ------------ | ------------ | -------- | ---- |
| Burganlage 52° 3′ 32″ N, 10° 9′ 10″ O | Stall        |              | 34515626 | BW   |
| Burganlage 52° 3′ 32″ N, 10° 9′ 11″ O | Pförtnerhaus |              | 34515555 | BW   |
| Burganlage 52° 3′ 30″ N, 10° 9′ 14″ O | Wallanlage   |              | 34515672 | BW   |
| Burganlage 52° 3′ 30″ N, 10° 9′ 13″ O | Bergfried    |              | 34515649 | BW   |
| Burganlage 52° 3′ 29″ N, 10° 9′ 13″ O | Bildstock    |              | 34515695 | BW   |
| Burganlage 52° 3′ 30″ N, 10° 9′ 12″ O | Burgmauer    |              | 34515718 | BW   |

### Einzelbaudenkmal
| Lage                                                           | Bezeichnung         | Beschreibung               | ID       | Bild |
| -------------------------------------------------------------- | ------------------- | -------------------------- | -------- | ---- |
| Sutholz 52° 3′ 26″ N, 10° 9′ 19″ O                             | Gedenkstein         | von Bocholtz               | 34518985 | BW   |
| Burgauffahrt, nördlich der Ortslage 52° 3′ 43″ N, 10° 9′ 24″ O | Bildstock           | Tabernakelpfeilerbildstock | 34518902 | BW   |
| An der Kirche 52° 4′ 17″ N, 10° 10′ 29″ O                      | Kirche              |                            | 34518465 | BW   |
| Hainbergstraße 52° 4′ 17″ N, 10° 10′ 28″ O                     | Kriegerdenkmal      |                            | 34518485 | BW   |
| Parkstraße 5 52° 4′ 12″ N, 10° 10′ 24″ O                       | Wohnhaus            |                            | 34518506 | BW   |
| Parkstraße 7 52° 4′ 11″ N, 10° 10′ 19″ O                       | Scheune             | Scheune der Domäne, ehem.  | 34518527 | BW   |
| Parkstraße 7 52° 4′ 9″ N, 10° 10′ 19″ O                        | Schaf/Schweinestall |                            | 34518442 | BW   |
| Wohldenberg 6 52° 3′ 41″ N, 10° 9′ 20″ O                       | Wohnhaus            |                            | 34518944 | BW   |
| Südrand der Ortslage 52° 3′ 37″ N, 10° 9′ 14″ O                | Bildstock           |                            | 34518964 | BW   |

## Sottrum

### Gruppe: Kirchensensemble, Wasserstraße
Die Gruppe „Kirchensensemble, Wasserstraße“ hat die ID 45859239.

| Lage                                      | Bezeichnung | Beschreibung                                                                | ID       | Bild |
| ----------------------------------------- | ----------- | --------------------------------------------------------------------------- | -------- | ---- |
| Wasserstraße 7 52° 4′ 39″ N, 10° 8′ 53″ O | Kirche      |                                                                             | 34518880 | BW   |
| Wasserstraße 52° 4′ 39″ N, 10° 8′ 53″ O   | Friedhof    |                                                                             | 45860083 | BW   |
| Wasserstraße 52° 4′ 39″ N, 10° 8′ 51″ O   | Einfriedung | Zu der Einfriedung gehört auch die Einfriedung an der Martin-Luther-Straße. | 34519217 | BW   |

### Einzelbaudenkmale
| Lage                                          | Bezeichnung | Beschreibung                           | ID       | Bild |
| --------------------------------------------- | ----------- | -------------------------------------- | -------- | ---- |
| Sottrumer Straße 9 52° 4′ 42″ N, 10° 8′ 37″ O | Kirche      |                                        | 34518797 | BW   |
| Sottrumer Straße 9 52° 4′ 43″ N, 10° 8′ 36″ O | Bildstock   | Es ist ein Tabernakelpfeilerbildstock. | 34518838 | BW   |
| Armenhausfel 52° 4′ 56″ N, 10° 8′ 45″ O       | Scheune     |                                        | 34518734 | BW   |
| Sottrumer Straße 52° 4′ 54″ N, 10° 8′ 49″ O   | Bildstock   | Es ist ein Tabernakelpfeilerbildstock. | 34518776 | BW   |

## Söder

### Gruppe: Wohnhäuser, Heide
Die Gruppe „Wohnhäuser, Heide“ hat die ID 34457581.

| Lage                                    | Bezeichnung | Beschreibung | ID       | Bild |
| --------------------------------------- | ----------- | ------------ | -------- | ---- |
| Heide Nr. 10 52° 3′ 18″ N, 10° 4′ 26″ O | Wohnhaus    |              | 34517052 | BW   |
| Heide Nr. 11 52° 3′ 19″ N, 10° 4′ 26″ O | Wohnhaus    |              | 34517075 | BW   |

### Gruppe: Wohn-Gasthaus, Heidekrug 8, 9
Die Gruppe „Wohn-Gasthaus, Heidekrug 8, 9“ hat die ID 34457595.

| Lage                                   | Bezeichnung | Beschreibung | ID       | Bild |
| -------------------------------------- | ----------- | ------------ | -------- | ---- |
| Heidkrug 9 52° 3′ 14″ N, 10° 4′ 28″ O  | Ausspann    |              | 34514428 | BW   |
| Heidekrug 8 52° 3′ 15″ N, 10° 4′ 29″ O | Ausspann    |              | 34514404 | BW   |

### Gruppe: Marienkapelle, Kreuzwegstation, Rietkamp 19
Die Gruppe „Marienkapelle, Kreuzwegstation, Rietkamp 19“ hat die ID 45859239.

| Lage                                   | Bezeichnung     | Beschreibung  | ID       | Bild           |
| -------------------------------------- | --------------- | ------------- | -------- | -------------- |
| Rießkamp 19 52° 3′ 26″ N, 10° 5′ 40″ O | Kapelle         | Marienkapelle | 34515231 | Weitere Bilder |
| Rießkamp 19 52° 3′ 25″ N, 10° 5′ 39″ O | Kreuzwegstation |               | 34515254 | BW             |

### Gruppe: Hofanlage, Rießkamp 17
Die Gruppe „Hofanlage, Rießkamp 17“ hat die ID 34457637.

| Lage                                   | Bezeichnung           | Beschreibung | ID       | Bild |
| -------------------------------------- | --------------------- | ------------ | -------- | ---- |
| Rießkamp 17 52° 3′ 23″ N, 10° 5′ 39″ O | Wohnhaus              |              | 34515819 | BW   |
| Rießkamp 17 52° 3′ 23″ N, 10° 5′ 38″ O | Stall/Scheunengebäude |              | 34515841 | BW   |

### Einzeldenkmale
| Lage                                                             | Bezeichnung        | Beschreibung | ID       | Bild           |
| ---------------------------------------------------------------- | ------------------ | --- | -------- | -------------- |
| Klosterbeek, westlich der Lindenallee 52° 3′ 49″ N, 10° 4′ 51″ O | Pavillon           | Der Freundschaftstempel befindet sich nordwestlich des Klappenberges. Es ist ein Rotunde im klassizistischen Stil aus dem Jahr 1790. | 34518612 | BW             |
| Schlosshof 52° 3′ 34″ N, 10° 5′ 14″ O                            | Allee              | | 34515532 | BW             |
| Büntemühle 52° 4′ 0″ N, 10° 3′ 46″ O                             | Forsthaus          | | 34518592 | BW             |
| westlich der Allee 52° 3′ 27″ N, 10° 5′ 14″ O                    | Gartenhaus         | | 34518713 | BW             |
| westlich der Allee 52° 3′ 27″ N, 10° 5′ 15″ O                    | Teich              | | 34519196 | BW             |
| Schlosshof 52° 3′ 25″ N, 10° 5′ 18″ O                            | Graft              | | 34514380 | BW             |
| Schlosshof 52° 3′ 22″ N, 10° 5′ 23″ O                            | Herrenhaus         | | 34515276 | Weitere Bilder |
| Schlosshof 52° 3′ 19″ N, 10° 5′ 22″ O                            | Landschaftspark    | | 34515486 | BW             |
| Schlosshof 52° 3′ 22″ N, 10° 5′ 20″ O                            | Stallgebäuide      | | 34515393 | BW             |
| Schlosshof 52° 3′ 21″ N, 10° 5′ 18″ O                            | Wirtschaftsgebäude | | 34515322 | BW             |
| Schlosshof 52° 3′ 24″ N, 10° 5′ 24″ O                            | Wirtschaftsgebäude | | 34515299 | BW             |
| Schlosshof 52° 3′ 23″ N, 10° 5′ 28″ O                            | Orangerie          | | 34515440 | BW             |
| Schlosshof 52° 3′ 25″ N, 10° 5′ 27″ O                            | Wohnhaus           | | 34515463 | BW             |
| Am Bockteiche 52° 3′ 13″ N, 10° 5′ 37″ O                         | Felsenkeller       | | 34518548 | BW             |
| Rießkamp 18 52° 3′ 24″ N, 10° 5′ 39″ O                           | Pfarrhaus          | | 34518693 | BW             |
| Rießkamp 14 52° 3′ 20″ N, 10° 5′ 37″ O                           | Wohnhaus           | | 34518653 | BW             |
| Rießkamp 52° 3′ 20″ N, 10° 5′ 43″ O                              | Friedhof           | Katholischer Friedhof. | 34515163 | BW             |
| Rießkamp 52° 3′ 21″ N, 10° 5′ 47″ O                              | Friedhof           | Evangelischer Friedhof | 34515186 | BW             |